# Chloroclystis lanaris
Chloroclystis lanaris är en fjärilsart som beskrevs av W. Warren 1896. Chloroclystis lanaris ingår i släktet Chloroclystis och familjen mätare. Inga underarter finns listade i Catalogue of Life.